# Drakengard
Drakengard, chamado no Japão de Drag-On Dragoon (ドラッグ オン ドラグ, Doraggu on Doragūn), é uma série de jogos eletrônicos de RPG de ação. A série é formada pelo primeiro jogo epônimo, sua sequência, uma prequela e três spin-offs: Nier, Nier: Automata e Nier Reincarnation. A ideia que virou Drakengard foi originalmente concebida por Takamasa Shiba e Takuya Iwasaki como um híbrido das jogabilidades apresentadas na série Ace Combat e no jogo Dynasty Warriors 2. A história do primeiro título foi desenvolvida por Shiba, Iwasaki, Yoko Taro e Sawako Natori, que influenciaram-se por folclores europeus e filmes e séries de anime contemporâneos. Shiba, Yoko e Natori tiveram envolvimento em quase todos os jogos subsequentes.
O mundo ficcional em que os jogos da série principal se passam chama-se Midgard e é uma fantasia sombria no estilo norte-europeu onde humanos e criaturas mitológicas e lendárias vivem lado a lado, enquanto os dois spin-offs se passam em uma Terra pós-apocalíptica gerada a partir de um dos possíveis finais do jogo original. Os enredos geralmente focam-se nas aventuras e personalidades de um pequeno grupo de protagonistas diretamente ou indiretamente conectados e afetados pelos eventos da história. Temas e enredos sombrios e diferentes finais tornaram-se marcas registradas da série. A popularidade de Drakengard no Japão resultou em várias adaptações e mídias adicionais na forma de romantizações e mangás.
A série é considerada altamente popular no Japão, tendo bons números de vendas e adquirido uma reputação cult, porém está restrita a nichos no ocidente. Os jogos principais tornaram-se famosos por suas histórias sombrias e mistura de combates aéreos e terrestres, enquanto os dois títulos Nier destacaram-se por causa da mistura de estilos de jogabilidade. A série teve uma recepção mista por parte da crítica especializada tanto no Japão quanto no ocidente: a maior parte dos elogios foram direcionados para sua história e personagens, enquanto a jogabilidade foi criticada por ser repetitiva a má projetada. Números de vendas para todos os títulos foram medianos, a exceção de Nier: Automata que foi um enorme sucesso comercial mundialmente.

## Títulos

### Jogos
- Drakengard: o primeiro jogo da série, foi lançado exclusivamente para PlayStation 2 em setembro de 2003 no Japão e em março e maio de 2004 respectivamente na América do Norte e Europa.[1][2][3] A história se passa durante uma guerra religiosa entre a União e o Império, acompanhando Caim, um príncipe deposto da União que forma um pacto com o dragão vermelho Angelus a fim de se vingar do Império.[4]

- Drakengard 2: o segundo título da série e uma sequência direta do primeiro jogo, foi lançado exclusivamente para PlayStation 2 em junho de 2005 no Japão e em fevereiro e março de 2006, respectivamente, na América do Norte e Europa.[5] A história segue Nowe, um menino criado pelo dragão Legna, que parte em uma luta contra a tirânica facção dos Cavaleiros do Selo, da qual fazia parte.[6]

- Nier: um spin-off da série principal, foi lançado mundialmente em abril de 2010 para PlayStation 3 e Xbox 360. No Japão tinha duas versões diferentes: Nier Replicant no PlayStation 3 possuindo um protagonista mais jovem e Nier Gestalt no Xbox 360 com um protagonista mais velho; esta versão foi a lançada no ocidente e em ambas as plataformas apenas como Nier.[7] A história acompanha Nier em sua busca para encontrar uma cura para a doença conhecida como Rabisco Negro, a qual Yonah, sua filha ou irmã dependendo da versão, está sucumbindo.[8]

- Drakengard 3: o terceiro título da série principal e uma prequela do jogo original, foi lançado exclusivamente para PlayStation 3 em dezembro de 2013 no Japão e em maio de 2014 na América do Norte e Europa.[9][10] A história acompanha Zero, uma mulher que se junta ao dragão Mikhail com o objetivo matar suas cinco irmãs mais velhas que dominam o mundo.[10]

- Nier: Automata: uma sequência de Nier, foi lançado para PlayStation 4 em fevereiro de 2017 no Japão, para PlayStation 4 e Microsoft Windows em março na América do Norte e Europa[11] e para Xbox One em junho de 2018.[12] A história se passa milhares de anos depois de Nier e segue os andróides 2B, 9S e A2 enquanto lutam uma guerra por procuração em nome da humanidade contra robôs alienígenas invasores.[13][14]

- Nier Reincarnation: um derivado de Nier e Nier: Automata lançado para dispositivos Android e iOS em fevereiro de 2021 no Japão e em julho mundialmente.[15][16] A história se passa durante uma época não-especificada dentro de uma área infinita de torres conhecida apenas de A Jaula, seguindo uma menina sem memórias e sua companheira semelhante a um fantasma chamada Mama enquanto exploram o local lidam com uma fera desconhecida que se alimenta de sonhos.[17][18]

### Outras mídias
Os jogos da série Drakengard já receberam várias adaptações em outras mídias e conteúdos de história adicionais na forma de romantizações, mangás e outros tipos de materiais suplementares. O primeiro jogo recebeu duas romantizações: Drag-On Dragoon: Side Story lançada em 28 de novembro de 2003 e Drag-On Dragoon: Magnitude "Negative" lançado em 23 de janeiro de 2004. O primeiro foi escrito por Emi Nagashima sob o pseudônimo de Jun Eishima, enquanto o segundo foi obra de Takashi Aizawa. A romantização de Drakengard 2 também foi escrita por Nagashima, sendo lançada em 30 de setembro de 2005.
Nagashima escreveu histórias de personagens e mangás para complementarem Drakengard 3 antes de seu lançamento. Os mangás foram Drag-On Dragoon: Utahime Five, uma era prequela que acompanhas as principais personagens antagonistas, e  Drag-On Dragoon: Shi ni Itaru Aka, que servia de sequência para os eventos do primeiro final do jogo, enquanto que os outros finais levam a linhas do tempo alternativas. O livro Drag-On Dragoon 3 Story Side foi lançado em 24 de agosto de 2014 e detalha a conexão entre Drakengard 3 e o primeiro Drakengard, servindo também como uma espécie de quinto final. Drag-On Dragoon 3 Complete Guide + Setting, também de 2014, é um guia completo do jogo com elementos extras explicando a cronologia do título e contendo uma novela cujos eventos se passam depois de Shi ni Itaru Aka.
Nier foi expandido por um áudio drama que contava os eventos imediatamente após o quinto final de Drakengard, além de um livro suplementar chamado Grimoire Nier que continha histórias extras e artes conceituais junto com uma espécie de quinto final para o jogo. A Square Enix também fez uma parceria com a WildStorm para criar uma história em quadrinhos digital detalhando histórias pregressas de alguns dos personagens e do mundo. A banda japonesa YoRHa já se apresentou com músicas de Drakengard 3 e realizou em 2015 uma apresentação teatral escrita por Yoko Taro que relaciona-se diretamente com Nier: Automata. A história ficcional da própria banda afirma que suas membros são andróides militares de batalha similares aos personagens principais do jogo. Também houve uma romantização, chamada Nier: Automata: Long Story Short, que inclui detalhes novos sobre a história, e uma coleção de contos intitulada Nier: Automata: Short Story Long, ambas escritas por Eishima.

## Desenvolvimento

### História

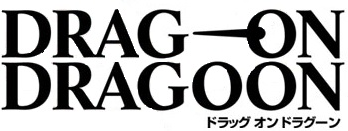
Logotipo da série no Japão.

A ideia para Drakengard foi concebida em 1999 por Takamasa Shiba e Takuya Iwasaki. A jogabilidade foi idealizada como uma mistura de elementos de Ace Combat e Dynasty Warriors 2. A equipe de desenvolvimento da Cavia inicialmente chamou o jogo pelo apelido "Projeto Dragonsphere". O diretor Yoko Taro juntou-se à equipe mais adiante, sendo a força motora por trás da atmosfera sombria do título. Este foi o primeiro trabalho de Shiba como produtor. Vários finais diferentes foram criados pois Yoko tinha sido informado que não haveria uma sequência. Referências a elementos como tabus sexuais foram censuradas quando o jogo foi localizado para o ocidente. Além disso, o nome foi alterado pois o original Drag-On Dragoon foi considerado errado para um público ocidental. Drakengard foi um sucesso suficiente para que uma sequência fosse encomendada. Vários membros da equipe retornaram, porém Yoko estava muito ocupado com outros projetos e foi substituído na direção por Akira Yasui. Yoko ainda assim teve um papel no desenvolvimento, com ele e Yasui tendo várias desavenças criativas durante o processo de produção. Yasui acabou fazendo de Drakengard 2 um oposto temático do primeiro jogo, empregando um tom mais leve e uma paleta de cores mais abrangente.
Nier originou-se quando Yoko e Shiba uniram-se para criar um terceiro título Drakengard. Entretanto, o projeto tornou-se cada vez mais distante da continuidade principal enquanto as ideias progrediam e eventualmente foi desenvolvido como um spin-off. Apesar do produto final, Yoko considera Nier como o verdadeiro terceiro jogo da série. A Cavia foi fechada depois do lançamento de Nier e absorvida pela AQ Interactive, com Yoko deixando a empresa. Uma tentativa seguinte de produzir um novo título de Drakengard na AQ Interactive falhou por aquilo que Shiba descreveu como uma tendência na época de se produzir jogos mais leves para a comunidade em geral. Ele e Yoko posteriormente juntaram-se outra vez para criar uma verdadeira sequência, com a intenção que fosse um RPG eletrônico que agradaria os jogadores mais fanáticos. Drakengard 3 acabou desenvolvido pela Access Games, tendo a adição de vários membros acostumados na produção de jogos de ação. Yoko e o produtor Yosuke Saito tinham interesse de produzir uma sequência de Nier, porém os baixos números de vendas do título fizeram a publicadora Square Enix desistir da ideia. Entretanto, a boa recepção que Nier teve entre os fãs fez a Square Enix reconsiderar e entrar em contato com a PlatinumGames, que concordou em desenvolver Nier: Automata sob a direção de Yoko.

### Narrativa e arte

Arte feita pelo artista regular da série Kimihiko Fujisaka, mostrando Caim e Angelus (Drakengard), Nowe e Legna (Drakengard 2), Zero e Mikhail (Drakengard 3), e a versão jovem de Nier e Grimório Weiss (Nier).

As histórias dos personagens do primeiro Drakengard foram escritas por Yoko, Shiba e Iwasaki, enquanto o roteiro foi criado por Sawako Natori, que escreveria os títulos seguintes da série. Yoko concebeu os elementos mais sombrios como um contraste e completo oposto das franquias Dragon Quest e Final Fantasy. O diretor criou os personagens ao redor da premissa de que pessoas que matam milhões à procura de seus objetivos e tiram satisfação disso são naturalmente "insanas". Apesar de alguns elementos narrativos sombrios terem sido mantidos em Drakengard 2, muitos outros foram remodelados para que se tornassem atraentes a um público mais amplo. O foco de Yoko mudou durante a produção de Nier, com ele querendo escrever uma história em que todos os lados acreditassem estar agindo pelos motivos certos. Drakengard 3 foi pensado para voltar à estética sombria do primeiro jogo, porém também incluindo momentos de humor e conexões com Nier. Por sua vez, a equipe de Nier: Automata definiu os temas principais como amor e "agaku", palavra japonesa que significa lutar para sair de uma situação ruim.
O desenho dos personagens para quase todos os títulos da série foi feito por Kimihiko Fujisaka. Ele inicialmente era um membro menor da Cavia, com a equipe ficando tão impressionada por suas habilidades que o recomendaram para a posição de desenhista de personagens em Drakengard. Os desenhos dos personagens principais e do mundo foram influenciados por armaduras e roupas da Idade Média. Fujisaka retornou no mesmo cargo em Drakengard 2. O protagonista de Nier foi redesenhado de um adolescente para um homem na meia idade para seu lançamento internacional, já que a publicadora acreditou que um personagem principal mais velho seria mais atraente para jogadores ocidentais. Fujisaka desenhou a protagonista Zero de Drakengard 3 baseado nos temas sombrios do jogo, apesar de alguns dos elementos mais incomuns quase terem sido cortados. As outras personagens femininas foram inspiradas por Puella Magi Madoka Magica, enquanto os personagens masculinos foram considerados de baixa prioridade e desenhados a partir de arquétipos. O artista Akihiko Yoshida cuidou dos personagens de Nier: Automata, seguindo recomendações de Yoko para desenhar os personagens de forma elegante e com o preto como cor principal.

### Música
A trilha sonora de Drakengard foi composta por Nobuyoshi Sano e Takayuki Aihara. Os dois criaram músicas a partir de amostras de compositores clássicos conhecidos. Ryoki Matsumoto e Aoi Yoshiki ficaram encarregados da trilha sonora de Drakengard 2, dois músicos que nunca tinham trabalhado em jogos eletrônicos antes. As faixas foram desenvolvidas para serem uma fusão de j-pop com uma trilha convencional, com a canção tema "Hitori" sendo cantada por Mika Nakashima. A música de Nier foi composta principalmente por Keiichi Okabe, que tentou criar uma trilha diferente daquela ouvida na série principal e que refletia diretamente o tom sombrio do jogo. A cantora Emi Evans escreveu as letras para as faixas com vocais, também cantando-as em vários idiomas diferentes, incluindo um inventado. Okabe retornou para trabalhar em Drakengard 3, afirmando que tinha a intenção de emular as obras dos compositores anteriores da série sem imitá-los. O jogo também tem duas canções: "Black Song", interpretada por Eir Aoi, e "This Silence is Mine", escrita e cantada por Chihiro Onitsuka. Okabe voltou mais uma vez para compor a trilha de Nier: Automata, desta vez influenciando-se por música clássica e reusando alguns elementos de Nier, porém agora procurando representar temas mais mecânicos e brutais. Evans também retornou para escrever e cantar os vocais. A canção tema foi "Weight of the World", interpretada em diferentes versões por Evans, Marina Kawano e J'Nique Nicole.

## Elementos comuns

### Mundo

Mapa do mundo de Midgard, o cenário da série principal de Drakengard, como visto em Drakengard 3.

Os jogos da série principal de Drakengard se passam em uma versão fantástica sombria da Europa Medieval chamada de Midgard. Os humanos aparentemente são a espécie predominante desse mundo, porém outras criaturas como dragões, fadas e elfos também aparecem. A ambientação, mitologia e paisagem são muito inspiradas na mitologia nórdica. O mundo é supervisionado por um grupo de deuses não nomeados que nunca apareceram pessoalmente. Os deuses são servidos por seres conhecidos como Observadores, entidades criadas a fim de destruir a humanidade porque esta é considerada um fracasso. Os Observadores são impedidos de entrarem no mundo através de selos, que atuam para manter o equilíbrio: os observadores entrariam no mundo e destruiriam a humanidade caso os selos fossem destruídos. No centro dos selos está a Deusa do Selo, uma virgem mortal escolhida e marcada com o último selo: a única coisa que fica entre os Observadores e o mundo caso os selos sejam destruídos é a morte da própria Deusa. Um dos principais elementos da série Drakengard é a habilidade de humanos e feras realizarem um Pacto, um elo mágico que conecta suas almas e concede ao parceiro humano grandes poderes ao custo de alguma habilidade física ou traço pessoal, como por exemplo a voz ou habilidades de canto. Pactos são normalmente iniciados por feras para que possam alimentar-se de emoções negativas, porém algumas vezes pactos são iniciados por outros motivos. Um elemento recorrente da série é a representação da magia usando o Alfabeto Celeste, com um arranjo de letras representando o gene humano.
O universo da série Drakengard é dividido em várias linhas do tempo. Eventos dessas linhas do tempo são separados, mas podem se sobrepor. A linha do tempo principal é formada pelos dois primeiros jogos. O terceiro título é uma prequela do primeiro, porém a maioria de seus eventos ocorrem em linhas do tempo diferentes que levam a resultados separados. Na história de Drakengard 3, uma flor malévola usa mulheres capazes de usarem magia por meio de canções para servirem de instrumentos da destruição humana. Drakengard ocorre após os eventos do quinto final de Drakengard 3, que são detalhados em um romance suplementar, com os Observadores usando um grupo conhecido como Culto dos Observadores para iniciar uma guerra religiosa a fim de destruir os selos. Drakengard 2 segue os eventos do primeiro final do título anterior, com os Observadores continuando a usar o antigo chefe do culto para tentar destruir os novos selos. Nier se passa em uma realidade alternativa criada pelos eventos do quinto final de Drakengard, em que a humanidade foi levada à beira da extinção por uma misteriosa doença trazida por seres interdimensionais que vieram ao mundo por meio de um portal. Nier: Automata ocorre milhares de anos depois do quarto final do título anterior, durante uma guerra entre androides defendendo a humanidade e um exército de máquinas invasoras vindas de outro planeta.

### Jogabilidade
Os jogos da série Drakengard possuem uma mistura de combate terrestre de ação e hack and slash e combate aéreo com mecânicas de RPG. No título original, o jogador guia os personagens em batalhas terrestres a fim de combaterem pequenos grupos de unidades inimigas. O jogador assume o controle do companheiro dragão do protagonista para os embates aéreos. Nesses confrontos o dragão pode travar a mira em oponentes e disparar pequenas bolas de fogo ou o jogador pode disparar manualmente grandes labaredas, que infligem mais dano porém são menos precisas. A jogabilidade básica mudou pouco em Drakengard 2, porém houve algumas adições e diferenças, como os tipos de armas estando presas aos personagens com quem estão associadas, mudando-as acarretando uma troca de personagens. A jogabilidade com o dragão permaneceu praticamente inalterada, com exceção da habilidade do dragão fazer um ataque especial rasante em inimigos terrestre durante missões ar-terra.
O jogador controla em Nier e Drakengard 3 o protagonista com outros dois personagens atuando como suportes controlados pela inteligência artificial, enquanto em Nier: Automata há apenas um companheiro junto com o jogador. Drakengard 3 foi projetado para ser uma experiência mais rápida que seus predecessores, com a protagonista possuindo a habilidade de trocar de armas sem a necessidade de pausar a ação. O combate aéreo também foi alterado, com o dragão agora sendo capaz de lutar na terra. Nier possui um combate hack and slash similar, porém inclui uma variedade de outros tipos de jogabilidade ocasionalmente, como por exemplo vistas áreas para quebra-cabeças e áreas bidimensionais dentro de prédios ou estruturas similares. Há também missões paralelas à história principal. Nier: Automata mantém as mudanças ocasionais de jogabilidade e presença de missões paralelas de seu predecessor, se passando agora em um ambiente de mundo aberto. Os combates ocorrem em tempo real e o jogador tem à disposição duas armas diferentes de cada vez e um pod robótico que pode lançar ataques a distância.

### Temas
Um dos temas recorrentes nas narrativas da série principal de Drakengard é a imortalidade, que também tornou-se um tema de personagens importante e foi expressado através de suas personalidades e ações. O segundo jogo concentrou-se nos temas da guerra e morte. O compositor Keiichi Okabe descreveu o tema do mundo de Drakengard 3 como "um sentimento de contraste". Várias séries de anime influenciaram os jogos no decorrer dos anos, como Neon Genesis Evangelion, Sister Princess e Puella Magi Madoka Magica. A roteirista Sawako Natori inspirou-se particularmente em mangás do gênero shōnen. O mundo do primeiro Drakengard foi projetado ao redor de mitologias nórdica e celta, junto com um revisionismo no estilo japonês. A equipe do título original foi influenciada por filmes épicos orientais e longas de ação-aventura e faroeste ocidentais, como por exemplo The Mummy e Dragonheart. A série God of War foi uma das inspirações no desenvolvimento de Nier, enquanto a estrutura narrativa foi influenciada pelos ataques de 11 de setembro de 2001 e a Guerra ao Terror. O tema central de Nier: Automata foi estabelecido como a luta para sair de uma situação ruim.

## Recepção
A série Drakengard recebeu principalmente críticas mistas para positivas no decorrer dos anos. Nier: Automata é o jogo mais bem recebido e avaliado de toda a série, possuindo uma nota média agregada no Metacritic de 88/100, enquanto o Drakengard original é o título da série principal com melhor avaliação, possuindo 63/100. O Nier original tem uma nota agregada de 68/100, já Drakengard 3 possui uma avaliação de 61/100. Drakengard 2 é o jogo com a menor média de toda a série, ficando com 58/100. A série teve uma recepção mais positiva no Japão, com a revista Famitsu tendo dado notas positivas para todos os jogos lançados.
O Drakengard original teve uma recepção mista pela crítica, com seu enredo sendo o principal ponto de elogios devido sua profundidade, enquanto a jogabilidade e os gráficos foram criticados por serem repetitivos e não muito bons. Drakengard 2 teve uma recepção mais negativa, com sua jogabilidade sendo universalmente criticada como chata e má projetada e seus gráficos considerados desinteressantes, porém sua história foi avaliada como interessante e o ponto mais positivo do título. Drakengard 3 teve uma recepção mista; a jogabilidade foi elogiada por ser equilibrada, já a narrativa teve opiniões divididas sobre sua qualidade e personagens, com os gráficos sendo o principal ponto de críticas por serem brandos.
Os dois jogos Nier tiveram uma recepção mais positiva. O Nier original foi elogiado pela qualidade de sua história e personagens, que foram descritos como originais e profundos, já seus gráficos foram criticados por serem sem vida, enquanto a jogabilidade que apresentava uma mistura diferentes gêneros teve uma avaliação mais mista. Nier: Automata teve uma recepção bem positiva; seu enredo foi aclamado pelos temas abordados e bom desenvolvimento, enquanto a jogabilidade foi descrita como variada e bem feita, com as principais críticas envolvendo problemas técnicos como baixa qualidade de texturas e quedas na contagem de quadros por segundo.
Cada título vendeu relativamente bem no Japão, porém números internacionais não estão disponíveis. O primeiro jogo foi um sucesso comercial, vendendo mais de 120 mil cópias em sua primeira semana e por fim alcançando 240 mil unidades vendidas domesticamente. A primeira semana de venda de Drakengard 2 teve números similares, com cem mil cópias vendidas, tendo alcançado 206 mil unidades até o final de 2005. Drakengard 3 vendeu apenas quinze mil cópias na estreia e pouco mais de 150 mil até o final de maio de 2014. As duas versões de Nier, Gestalt e Replicant, venderam respectivamente por volta de 12,5 e sessenta mil unidades durante sua primeira semana. Replicant acabou alcançando a marca de 121 mil cópias vendidas no Japão até o final de maio de 2010. Nier: Automata teve um lançamento com mais de 198 mil cópias vendidas, já tendo vendido 313 mil unidades no Japão até o final de abril de 2017 e quatro milhões mundialmente até maio de 2019.